# عيينة (تلون)

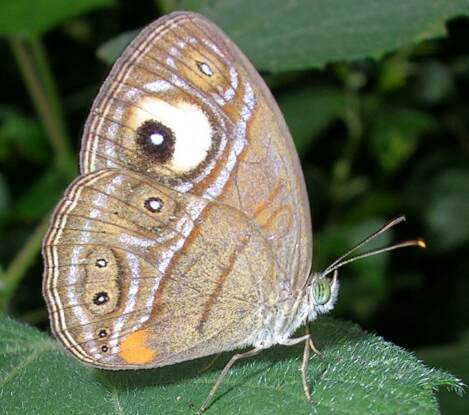
العديد من الفراشات ، مثل هذا (Mycalesis patnia) لها عُيَيناتٌ على أجنحتها.

العُيَيْنَة هي علامة تشبه العين . توجد في الفراشات والزواحف والقطط والطيور والأسماك.

## التفسير
يمكن تفسير العُيينات بثلاث طرق مختلفة على الأقل:
- قد تكون شكلاً من أشكال التنكر حيث تشبه بقعة على جسم حيوان عين حيوان آخر، لخداع المفترسات.
- قد تكون شكلاً من أشكال التقليد الذاتي ، لتبعد انتباه المفترس عن أجزاء جسمها الأكثر ضعفًا.
- أو قد تعمل على الظهور أنها غير مأكولة أو خطرة. قد تلعب العُيَينات دورًا في التواصل بين الأنواع أو المغازلة

## أمثلة
قد يكون المثال الأكثر شهرة هي عُيينات ريش ذيل الطاووس.

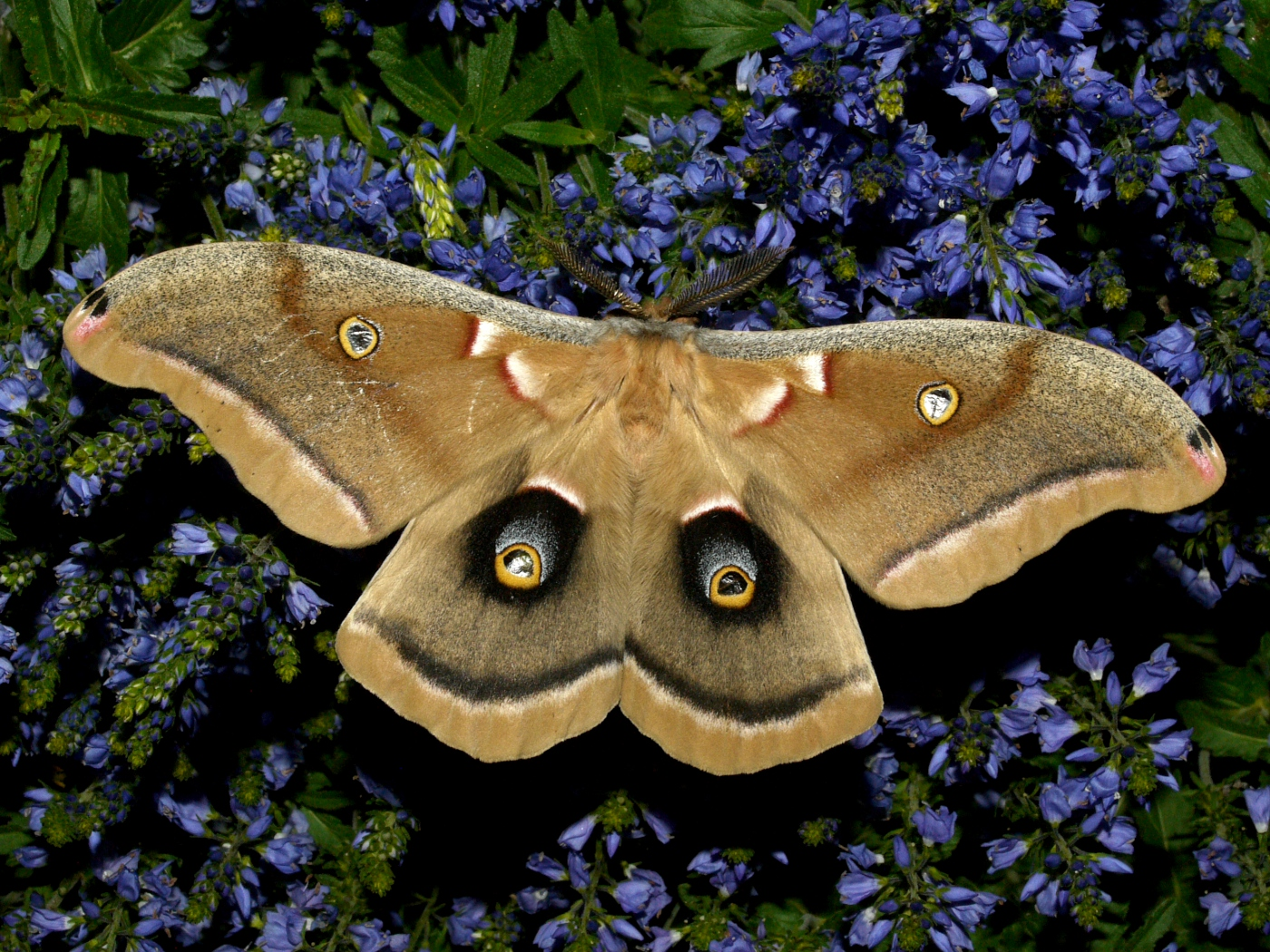

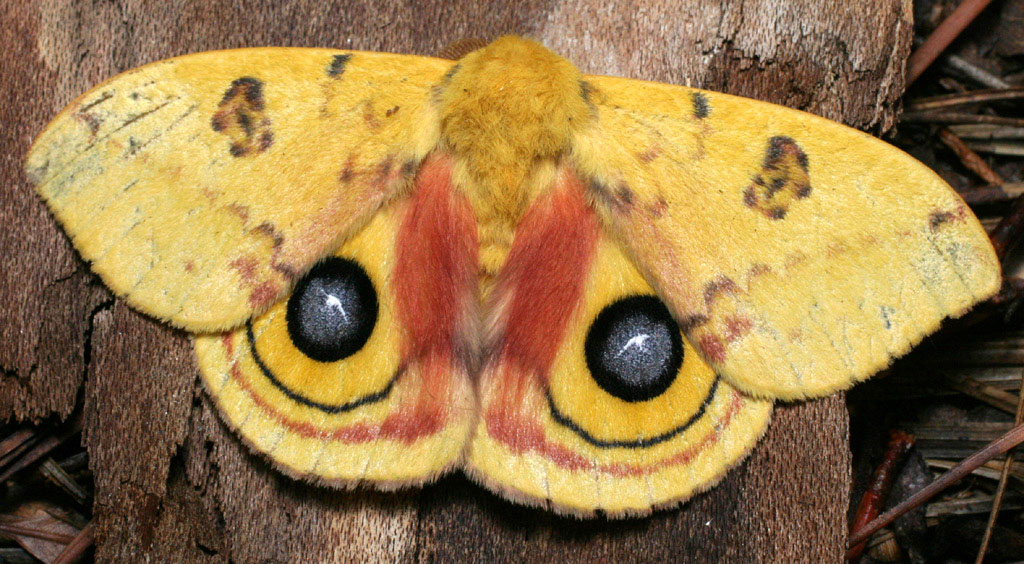
عتمريس إيوني

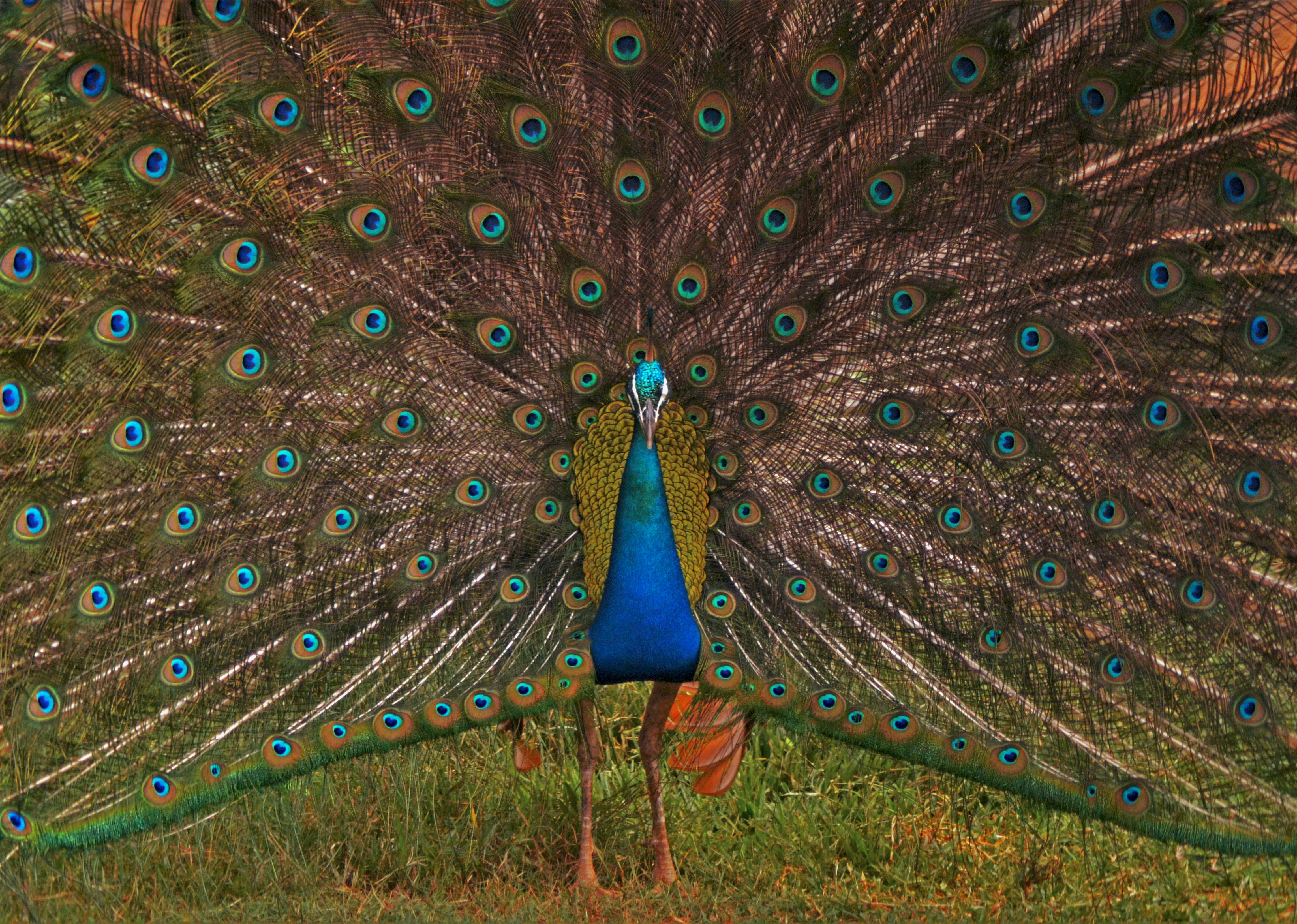
ذيل الطاووس الهندي